# Moviment Nacional Turcman
El Moviment Nacional Turcman (turc: Türkmen Milli Harekati) fou el nom que adoptaren diverses organitzacions polítiques successives dels turcmans de l'Iraq, al llarg del segle XX.
Després de la II Guerra Mundial, diversos grups turcmans clandestins es van organitzar i es trobaven als cafès i altres locals, com ara la casa de te Cay Khannasi, i també a casa de Aziz Agha, al Kurdistan iraquià. Els principals activistes foren Midhat Kisrow, Haki Agha, Nuri Asker Mullah Ilyas, Aziz Abbas, Mullah Naci Hammush, Mullah Hassan Rashid, Ali Maruf Oglu, Hassan Koram, Khayrullah Bellaw i Haydir Samin Nacar. Van obrir una llibreria de joves anomenada "Genclik Kitab Evi" que fou utilitzada com a lloc de reunió i de difusió de les idees nacionals. La llibreria fou tancada pel dictador Abd al-Karim Qasim, el 1959, uns mesos després de prendre el poder. El nombre de simpatitzants es va augmentar extraordinàriament amb la Massacre de Kirkuk (14 a 17 de juliol de 1959) quan hi van ingressar nombrosos intel·lectuals. Va esdevenir una de les organitzacions més poderoses al nord de l'Iraq i fou acusada per Abd al-Karim de panturanista (panturca) i ultranacionalista i venuda a Turquia. Llavors els principals membres eren Nuri Sahbaz Berber, Mohammed Mehi Ak Su, Moussa Ismail, Helmi Ak Su, Abbass Kalendar Shebaz, Ekrem Tuzlu, Nuri Mustafa, Ezaddin Zaynal Abdin, Mohammed Ali Bolat, Abdulhussein Kalendar Shebaz, Bakir Qanber, Esmat Pasha, Mohammed Ismail, Ezaddin Ismail Terzi, Yasar Mehdi Ali, Zaynal Abdin Kherbenda, Shawki Rashid Chayir i Nuri Zaynal Abdin Kerwanchi. Es va transformar en partit polític amb el nom de Moviment Nacional Turcman conegut com a "Nacionalistes Turcmans" (Melletci Turkmen) però quan el Partit Baas va prendre el poder el 1968, els seus membres no van tardar a ser perseguits i es va prohibir al partit tenir activitats polítiques el que va fer que des de 1970 la seva activitat fos molt limitada fins a desaparèixer. El seu cap fou Husam Al-Deen Ali.
El mateix nom fou recuperat per una nova organització política activa del 1980 al 1985, amb els objectius de lluitar pels drets nacionals turcmans, contra la repressió del govern, contra la política d'assimilació, i per introduir el tema a l'agenda internacional; i un cop més a partir del 1993, tot i que el 1994 es va canviar el nom per Moviment Popular Democràtic Turcman.